# Klein + M.B.O.
I Klein + M.B.O. sono stati un gruppo musicale post-disco Italiano formato dai produttori, compositori e arrangiatori Mario Boncaldo (italiano) e Tony Carrasco (statunitense) e dalle cantanti Rossana Casale (di stampo jazz) e Naimy Hacket.
Il loro singolo più famoso è Dirty Talk, pubblicato inizialmente soltanto a Milano nel 1982 che diventò una hit internazionale del circolo underground. Altri brani rilasciati al fine di eguagliare questo successo furono Wonderful, More Dirty Talk, The MBO Theme e altri ancora dello stesso genere, distribuiti in America dalla Atlantic Records.
Il gruppo produsse un solo album, De-Ja-Vu, successivamente rinominato First, registrato con sintetizzatori Roland, una drum machine Roland TR-808 e una chitarra suonata da Davide Piatto.
Si dice che Dirty Talk sia stato il primo brano Chicago house nella storia poiché suonato dai DJ dei club underground di Chicago e che i produttori di musica italo disco abbiano ispirato quelli di tutto il mondo nella produzione di composizioni simili al singolo. Per esempio il duo francese Miss Kittin & The Hacker ne registrò una cover per il suo EP del 1998 Champagne.

## Discografia
| Anno | Canzone         | Etichetta discografica | Dance Singles | R&B Singles |
| ---- | --------------- | ---------------------- | ------------- | ----------- |
| 1982 | Dirty Talk      | Zanza / 25 West        | #14           | ―           |
| 1982 | More Dirty Talk | Zanza                  | ―             | ―           |
| 1982 | Wonderful       | Zanza / Atlantic       | #31           | ―           |
| 1983 | The MBO Theme   | Zanza / Atlantic       | ―             | ―           |
| 1986 | Keep In Touch   | Zanza / Dance-Sing     | ―             | ―           |